# Mario Tronti

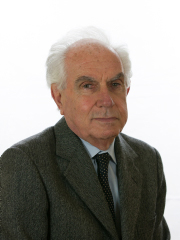
Mario Tronti in 2013

Mario Tronti (Rome, 24 juli 1931 – Ferentillo, 7 augustus 2023) was een Italiaans filosoof en politicus. Hij wordt beschouwd als een van de grondleggers van het operaisme en het autonoom marxisme. Hij zetelde ook in de Senato della Repubblica voor de PD.

## Leven en denken
Tijdens zijn jeugdjaren werd Tronti lid van de PCI. Samen met Raniero Panzieri lag hij ook aan de basis van de oprichting van het tijdschrift Quaderni Rossi (Rode geschriften). In 1963 brak hij hier echter mee en richtte zelf het tijdschrift Classe operaia op en werd er redacteur van. Dit leidde er uiteindelijk toe dat hij ideologisch brak met de PCI (hoewel hij officieel lid bleef). Hij werd bedenker van een eigen theoretisch denken, namelijk het operaisme (van operaio, 'arbeider'). Die nieuwe richting kan beschouwd worden als het fundament voor de nieuw-linkse bewegingen in Italië die ontstonden in de jaren 60 en 70. Deze beweging zette grote vraagtekens bij de klassieke linkse organisaties, zoals de PCI en de traditionele vakbonden. Het operaisme wilde de directe band met de arbeider herstellen en schakelde elke tussenpersoon tussen arbeider en intellectueel uit.
Filosofisch was hij in de eerste plaats beïnvloed door Galvano Della Volpe, die hem ertoe bracht af te stappen van het denken van Antonio Gramsci (zeker in de versie zoals die door de PCI naar voren was gebracht). Zelf ging hij op zoek naar een vernieuwd marxisme dat aangepast zou zijn aan de hedendaagse politieke situatie. Zijn denken werd voor het eerst systematisch verwoord in het in 1966 verschenen boek Operai e capitale. Hier kwam ook zijn intellectuele verwantschap met Ernst Jünger duidelijk naar voren. Dit werk had zijn invloed op de protesten en stakingen die in de jaren 60 en 70 frequent in Italië voorkwamen.
Het was het ineenstorten van deze oorspronkelijke 'spontaniteit' bij de Italiaanse arbeidersbeweging die Tronti ertoe aanzette zijn denken te herzien en de weg van politieke hervormingen te verkiezen. Dit zorgde ook voor een breuk met andere operaisten, zoals Antonio Negri (in 1967-1968) die de radicaal-marxistische ideeën trouw bleven. Tronti zocht naar een meer realistische kijk op de politiek, en verwerkte in zijn denken uiteenlopende denkers zoals Karl Marx en Carl Schmitt. In deze periode, aan de Universiteit van Siena, wijdde hij zich aan de moraalfilosofie en politieke filosofie. Hier richtte hij ook het tijdschrift Laboratorio politico op. Vervolgens kwam ook het contact met Enrico Berlinguer en de PCI weer op gang, waardoor Tronti 'gerehabiliteerd' werd binnen de partij. In 1992 werd hij dan ook verkozen in de Senato della Repubblica voor de PDS.
In de laatste jaren, na de transformatie van het de PCI in haar postcommunistische variant en na het verlaten van de universiteit, was Tronti's denken weer pessimistischer geworden. Hij leverde vooral veel kritiek op de moderne politieke en de hedendaagse democratie. In 2004 werd hij verkozen tot president van de CRS (Centro per la Riforma dello Stato). In 2013 werd hij opnieuw verkozen in de senaat, ditmaal voor de PD voor Lombardije.
Tronti overleed op 92-jarige leeftijd.